# Christian Lépine

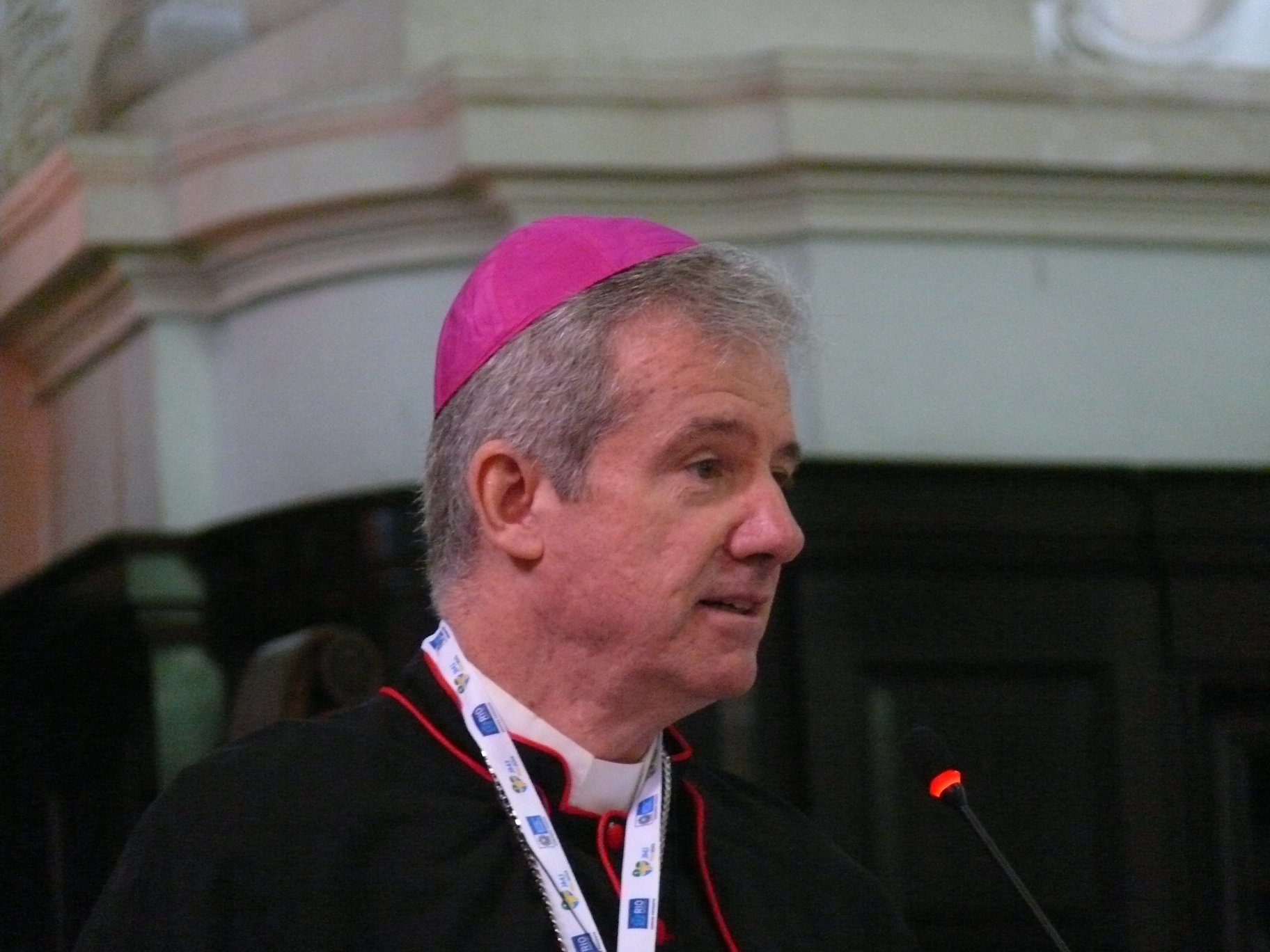
Erzbischof Christian Lépine (2013)

Erzbischofswappen

Christian Lépine (* 18. September 1951 in Montréal) ist Erzbischof von Montréal.

## Leben
Christian Lépine studierte zunächst am Collège militaire royal de Saint-Jean in Saint-Jean-sur-Richelieu und später Maschinenbau an der École polytechnique de Montréal. Nach seiner theologischen Ausbildung an der Universität Montreal empfing am 7. September 1983 die Priesterweihe für das Erzbistum Montréal. Von 1986 bis 1989 absolvierte er ein Doktoratsstudium in Philosophie an der Päpstlichen Universität Gregoriana in Rom. Nach seelsorgerischer Tätigkeit wurde er 1996 persönlicher Sekretär von Jean-Claude Kardinal Turcotte. 1998 wechselte er an das Staatssekretariat des Vatikans und später an die Kongregation für den Gottesdienst und die Sakramentenordnung. 2000 wurde er Rektor des Diözesanseminars in Montreal und wechselte von 2006 bis 2012 als Pfarrer in die Seelsorge. Über zwanzig Jahre lang lehrte er Philosophie und Theologie am Grand Séminaire de Montréal.
Papst Benedikt XVI. ernannte ihn am 11. Juli 2011 zum Weihbischof in Montréal und Titularbischof von Zabi. Die Bischofsweihe spendete ihm der Erzbischof von Montréal, Jean-Claude Kardinal Turcotte, am 10. September desselben Jahres; Mitkonsekratoren waren Lionel Gendron PSS, Bischof von Saint-Jean-Longueuil, und André Gazaille, Bischof von Nicolet.
Am 20. März 2012 berief ihn der Papst zum Erzbischof von Montréal. Am 27. April desselben Jahres wurde er dort offiziell in sein Amt eingeführt.
Er ist seit 2015 Großprior der Statthalterei Kanada-Montreal des Ritterordens vom Heiligen Grab zu Jerusalem.